# Erik Hielm
Erik Hielm, född 1688 i Dädesjö församling, Kronobergs län, död 12 december 1758 i Göteryds församling, Kronobergs län, var en svensk präst.

## Biografi
Erik Hielm föddes 1688 i Dädesjö församling. Han var son till kyrkoherden Jonas Petri Hielm och Maria Colliander. Hielm blev 1710 student vid Uppsala universitet (hade troligen studerat i Åbo sex år tidigare) och disputerade 1718 och 1721. Han avlade magisterexamen 1722 och utnämndes till kyrkoherde 1722 i Göteryds församling, tillträdde 1732. År 1737 var han vice preses vid prästmötet och blev 1754 prost. Hielm blev 1757 kontraktsprost i Sunnerbo kontrakt. Han avled 1758 i Göteryds församling.

### Familj
Hielm gifte sig första gången 27 november 1722 med Sara Cavallia (död 1729). Hon var dotter till biskopen Olof Cavallius och Catharina Christina Tollsten. De fick tillsammans barnen Andreas (född 1724), Catharina Christina Hielm (född 1725) och kyrkoherden Jonas Hielm (1726–1797) i Hallaryds församling. Cavallia hade tidigare varit gift med kyrkoherden Andreas Ingerman i Göteryds församling.
Hielm gifte sig andra gången 4 februari 1730 med Cecilia Gistrenia (1709–1784). Hon var dotter till kyrkoherden Petrus Gistrenius och Barbara Opman i Visseltofta församling. De fick tillsammans barnen Sara Maria Hielm (född 1730) som gifte sig med kyrkoherden Israel Norlin i Göteryds församling, Helena Cecilia Hielm (1734–1755) som gifte sig med korpralen Johan Peter Ebbeltoft, Eva Christina Hielm (1739–1740) och forskaren Peter Jakob Hjelm (1746–1813).